# Ernst Schlange
Ernst Schlange (1 de septiembre de 1888, Gut Schwaneberg, Distrito de Prenzlau - Desconocido, 1947) fue un  militar y político alemán.

## Vida
Ernst Schlange era el hijo mayor del dueño de una mansión. Después de asistir a la escuela primaria y graduarse de Humanist High School, comenzó a estudiar derecho y ciencias políticas en la Royal University of Greifswald. En 1908 fue correspondido en el Cuerpo de Pomerania Greifswald. Cuando se trasladó a la Inactivo Universidad de Halle Friedrichs. Durante sus estudios trabajó como voluntario en el Mitteldeutsche Privat-Bank Halle. Excepto por los tiempos en Halle, estuvo activo durante sus estudios en Pomerania. En 1912 fue el día del primer examen de Estado philistriert . Desde 1913 estuvo en el Darmstädter Bank en Berlín. Después de la formación en prácticas y el doctorado. IUR. En 1914 aprobó el Gran Examen de Derecho en Prenzlau.
Como su mano izquierda fue mutilada por un accidente de caza, lo logró solo en el noveno intento de ser reclutado como voluntario de guerra . Desde noviembre de 1914 estuvo en el frente occidental, en 1915 fue transferido al frente oriental. Después de una herida el 31 de mayo de 1915 en Stepj en Galicia, perdió su brazo derecho y pulmón derecho. Como teniente en la reserva del regimiento de granaderos Kaiser Franz Garde No. 2, se casó en 1917.
Después del final de la guerra, Schlange se unió al servicio civil prusiano como asistente de la corte en 1918. Desde 1923 fue un administrador del consejo de gobierno para los bienes enemigos, se convirtió en miembro de la Oficina de Compensación del Reich en enero de 1925 y cambió en agosto de 1929 como consejero del gobierno en el Reichsfinanzverwaltung.
1922 fue una línea Socialdemócrata Alemán (DTSP) por Richard Kunze y fundó los capítulos DTSP en Wilmersdorf, Zehlendorf y Steglitz. A principios de febrero de 1925, se inició la serpiente en Berlín, la efímera Volksgemeinschaft del Gran Alemán , que ya se encontraba el 17 de febrero en el recién fundado Partido Nacionalsocialista Obrero Alemán. En el NSDAP, Snake tenía el número de membresía muy bajo 4387.
De marzo de 1925 a junio de 1926 fue Gauleiter del NSDAP en el Gau Berlin-Brandenburg, que contaba con unos 350 miembros. Su mandato como Gauleiter de Berlín estuvo marcado por las disputas sobre el curso del partido. Como confidente cercano de Otto Strasser, habló en contra de fundar la SA en Berlín, pero no pudo prevalecer. Especialmente desde el frente bannSurgieron formaciones de las SA, que se opusieron explícitamente a la serpiente. La orientación política fue menos controvertida que el curso reticente del NSDAP para ganar poder por medios legales. Snake, quien también fue criticado dentro de su propio ala del partido debido a su estilo de liderazgo débil, renunció en junio de 1926 como Gauleiter. 
Schlange se mudó a Potsdam, donde se hizo cargo de la construcción del NSDAP y se convirtió en presidente del ayuntamiento local. En octubre de 1930 fue nombrado sucesor de Emil Holtz Gauleiter del Gaus Brandenburg. En 1932 fue elegido para el Landtag prusiano , al que perteneció hasta la disolución de la corporación en octubre de 1933. En enfrentamientos entre serpiente y su organizador Josef Schönwälder. La dirección del Reich a favor de Schönwälder intervino sobre las estructuras del partido en Gau y señaló que las condiciones en el partido habían cambiado considerablemente desde la actividad previa de Schlage como Gauleiter. El 16 de marzo de 1933, Serpent fue llamado Gauleiter; más tarde, Gau se fusionó con Gau Ostmark con el nuevo Gau Kurmark. En 1934 fue nombrado presidente de la Dirección General de la lotería de clase prusiano-sur de Alemania.
Ernst Schlange murió bajo custodia soviética en 1947.

## Estudiantes de los cuerpos
En una carta del 28 de septiembre de 1934, Schlange exigió inequívocamente que "su Führer", Adolf Hitler, debería poder retirar el mandato antisindical de Andreas Feickert. Como sucesor de Max Blunck , Schlange se convirtió en presidente ("Führer") del KSCV y el Verband Alter Corpsstudenten (VAC) en otoño de 1935. El 24 de octubre de 1935, decretó que "todos los cuerpos alemanes del Reich están suspendidos". El VAC deja que Snake continúe conscientemente; su justificación para suspender el cuerpo activo no se aplicaba a él. Schlange redactó un nuevo estatuto de VAC (que fue aprobado por el Reich y Prusia y era legalmente vinculante), una orden de honor y armas del VAC y un acuerdo de protección de honor entre el VAC y la Asociación de Oficiales Alemanes del Reich (abril de 1936).

## Familiares
Ernst Schlange, primo homónimo de Ernst Schlange (1888-1967) era agricultor y ganó un puesto en 1932 en representación del NSDAP en el Reichstag, su hermano mayor Hans Schlange-Schoningen (1886-1960) también fue político y más recientemente en el embajador alemán de la posguerra en Londres.
- Datos: Q124883